# Оператор Шрёдингера
Оператор Шрёдингера — дифференциальный оператор вида:
{\displaystyle H=-\sum _{j=1}^{n}{\frac {1}{2m_{j}}}\Delta _{j}+\sum _{i<j}^{n}v_{ij}(x_{i}-x_{j})+\sum _{j=1}^{n}v_{j}(x_{i})}.
Представляет собой оператор эллиптической сингулярной краевой задачи. Математическая теория операторов Шрёдингера используется в квантовой механике, дифференциальной геометрии (доказательство теоремы Гаусса — Бонне), топологии (в теории Морса при доказательстве неравенства Морса). Допускает многочисленные обобщения. При некоторых условиях на потенциалы {\displaystyle v_{ij}(x)} и {\displaystyle v_{j}(x)} является самосопряжённым оператором со всюду плотной областью определения в пространстве квадратично интегрируемых функций {\displaystyle \psi (x_{1},\dots ,x_{n}))}. Это свойство равносильно однозначной разрешимости нестационарного уравнения Шрёдингера. Оно очень важно для оснований квантовой механики, поскольку лишь самосопряжённые операторы описывают квантовомеханические наблюдаемые. В квантовой механике оператор Шрёдингера представляет собой оператор энергии системы {\displaystyle n} заряженных частиц в координатном представлении. При приближённом описании поведения частицы во внешнем поле или системы двух взаимодействующих частиц оператор Шредингера определён в пространстве квадратично интегрируемых функций и имеет вид: {\displaystyle H=-\Delta +v(x)}, где {\displaystyle x} — вектор трёхмерного пространства.

## Одномерный оператор Шрёдингера
Одномерный оператор Шрёдингера имеет вид:
{\displaystyle H_{1}=-{\frac {d^{2}}{dz^{2}}}+v(z)},
где {\displaystyle z} — вектор одномерного пространства. В случае бесконечно растущего потенциала {\displaystyle v(z)\rightarrow \infty } при {\displaystyle \left|z\right|\rightarrow \infty } его спектр является дискретным, однократным. В случае гармонического осциллятора — {\displaystyle v(z)=z^{2}}. Собственные значения {\displaystyle \lambda _{n}=2n+1} и собственные функции {\displaystyle \psi _{n}(z)=e^{-{\frac {z^{2}}{2}}}H_{n}(z)}, где {\displaystyle n=0,1,2,\dots }, {\displaystyle H_{n}(z)} — полиномы Эрмита.

## Достаточный признак самосопряжённости оператора Шрёдингера
Для оператора Шрёдингера для системы {\displaystyle n} частиц, определённого на гладких финитных функциях: 
{\displaystyle H=-\sum _{j=1}^{n}{\frac {1}{2m_{j}}}\Delta _{j}+\sum _{i<j}^{n}v_{ij}(x_{i}-x_{j})+\sum _{j=1}^{n}v_{j}(x_{i})},
достаточными условиями существенной самосопряжённости являются условия:
{\displaystyle \int _{\left|x\right|\leqslant R}v_{ij}^{2}(x)<\infty },
{\displaystyle \int _{\left|x\right|\leqslant R}v_{j}^{2}(x)<\infty },
и при {\displaystyle \left|x\right|\geqslant R} условия:
{\displaystyle \left|v_{ij}(x)\right|\leqslant M},
{\displaystyle \left|v_{j}(x)\right|\leqslant M}.
Область определения замыкания оператора Шрёдингера в этом случае совпадает с областью определения замыкания оператора {\displaystyle -\sum _{j=1}^{n}\Delta _{j}}.